# 小林トミ
小林 トミ（こばやし トミ、1930年5月15日 - 2003年1月2日）は、日本の市民運動家、画家。市民グループ「声なき声の会」の中心メンバーとして安保闘争、反戦活動に従事し、鶴見俊輔や高畠通敏らとベ平連スタイルの市民運動の原型をつくった。

## 来歴
茨城県土浦市に生まれる｡父親はパン屋を営んでいたが、米相場に手を出して事業不振に陥り、1934年（昭和9年）に一家で千葉県浦安町（現・浦安市）に移って下駄と鼻緒の行商を始めた。
東京都立葛飾高等女学校（現・東京都立南葛飾高等学校）に進学するも、1944年（昭和19年）11月以降は授業はなかった。1945年（昭和20年）3月10日の東京大空襲後、一家は浦安も危ないと判断し、土浦市に疎開。茨城県立土浦高等女学校（現・茨城県立土浦第二高等学校）に転入学する。しかし隣町に予科練の教育機関「土浦海軍航空隊」の基地があったことから、空襲からは逃れられず、毎夜荷物を持って逃げ回る日々が続く。土浦高等女学校でも授業はなく、講堂で飛行機の部品づくりに追われた。
東京芸術大学美術学部を卒業後、さらに専攻科で2年学ぶ。自分で絵を描く傍ら、千葉県柏市の自宅から都内のアトリエ教室へ通い、子供たちに絵を教えた。鶴見俊輔らが始めた思想の科学研究会に入り、研究会傘下のサークル「主観の会」の責任者を務める。

### 「声なき声の会」を結成

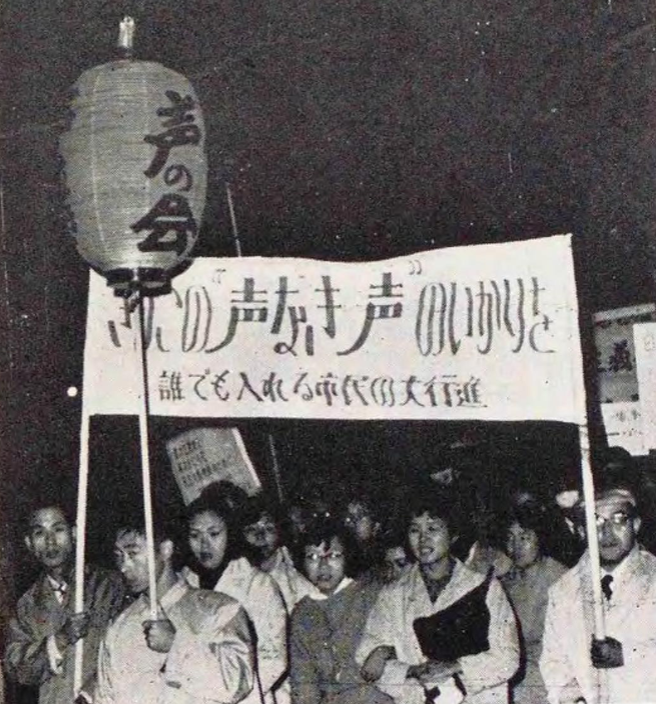
「声なき声の会」（1960年6月）

1960年（昭和35年）5月30日、思想の科学研究会の仲間や、新安保条約強行採決に抗議して前日に東京工業大学に辞表を提出した鶴見俊輔らとともに八王子市の多摩少年院を訪れる。在院者から話を聞くためであったが、帰りの電車の中でメンバーから強行採決に対する憤りが噴出した。このとき隣に座っていた女性客から「私も若ければデモに行きたいけれど、年をとって行けないから、私の分までがんばって下さい」と話しかけられる。この言葉をきっかけとして、誰でも参加できるデモを目指す。
同年6月2日、小林が所属する別のサークル「戦後史研究会」の会合が文京区本郷のレストランで開かれる。そこでデモの計画が練られた。グループの名前は岸信介首相が発した言葉からとられた。岸は5月28日の記者会見で「デモには一般大衆からの批難の声がないが、どう思うか」との質問に対し、次のように述べた。
岸の言葉に反発して名付けられた「声なき声の会」の最初のデモは、安保改定阻止第一次実力行使の日である6月4日に行われることとなった。小林と映画助監督の不破三雄は「誰デモ入れる声なき声の会　皆さんおはいり下さい」と書いた横幕を後ろ向きに掲げて、正午過ぎに虎ノ門を出発した。「安保批判の会」のデモの最後尾について歩き出したため、二人の後ろには誰もいなかった。その後、沿道の歩道にいた一般市民が徐々に小林らの列に入り、新橋で解散する頃には300人以上にふくれ上がっていた。手応えを感じた小林は解散後、すぐに国会に戻り、鶴見や高畠通敏らと合流。「声なき声の会」のデモを再開した。その中には社会運動家の近藤真柄や九津見房子、女性史研究家のもろさわようこもいた。
「声なき声の会」のデモは6月11日、15日、18日、22日、7月2日にも行われ、参加者は毎回5～600人にのぼった。小林はそのすべてに参加し、会の活動を牽引した。日本のLGBT運動の始祖として知られる南定四郎も会に加わった。6月15日には中田喜直が作曲し安田武が作詞した「声なき声の行進歌」が歌われた。『週刊朝日』1960年7月3日号に「声なき声はたちあがる」という特集が掲載されるなど、反響は大きく、事務局も杉並区永福町（現・永福）の高畠通敏の自宅に置かれた。
「声なき声の会」は北爆に抗議して1965年4月24日に結成された「ベトナムに平和を!市民連合」（ベ平連）の母体となり、反戦市民運動史上画期的な役割を果たした。小林自身もベ平連発足の呼びかけ人となっている。小林は機関誌「声なき声のたより」を発行し運動を支え、97回にわたって行われたベ平連の月1回の定例デモにもほぼ皆勤で参加した。
画家としては二科展を中心として活躍し、定時制高校や通信制高校の非常勤講師を務めた。浦安市での見聞をまとめたノンフィクション『貝がらの町』『わが町・浦安』を著したあと、1988年に初めての小説『東京ダウンタウン』を出版した。
小林は、安保闘争で死亡した樺美智子の命日に毎年国会前で供花をしていた。2003年（平成15年）1月2日、十二指腸潰瘍と乳がんの再発によりこの世を去った。72歳没。

## 著書
- 『貝がらの町』思想の科学社、1980年11月。
- 『わが町・浦安』新宿書房、1983年11月。
- 『東京ダウンタウン』理論社、1988年8月。ISBN 978-4652010471。
- 『「声なき声」をきけ―反戦市民運動の原点』同時代社、2003年6月2日。ISBN 978-4886835017。